# Trichobelonium kneiffii
Trichobelonium kneiffii är en svampart som först beskrevs av Carl (Karl) Friedrich Wilhelm Wallroth, och fick sitt nu gällande namn av Joseph Schröter 1893. Trichobelonium kneiffii ingår i släktet Trichobelonium och familjen Dermateaceae.   Inga underarter finns listade i Catalogue of Life.